# 1555 w polityce

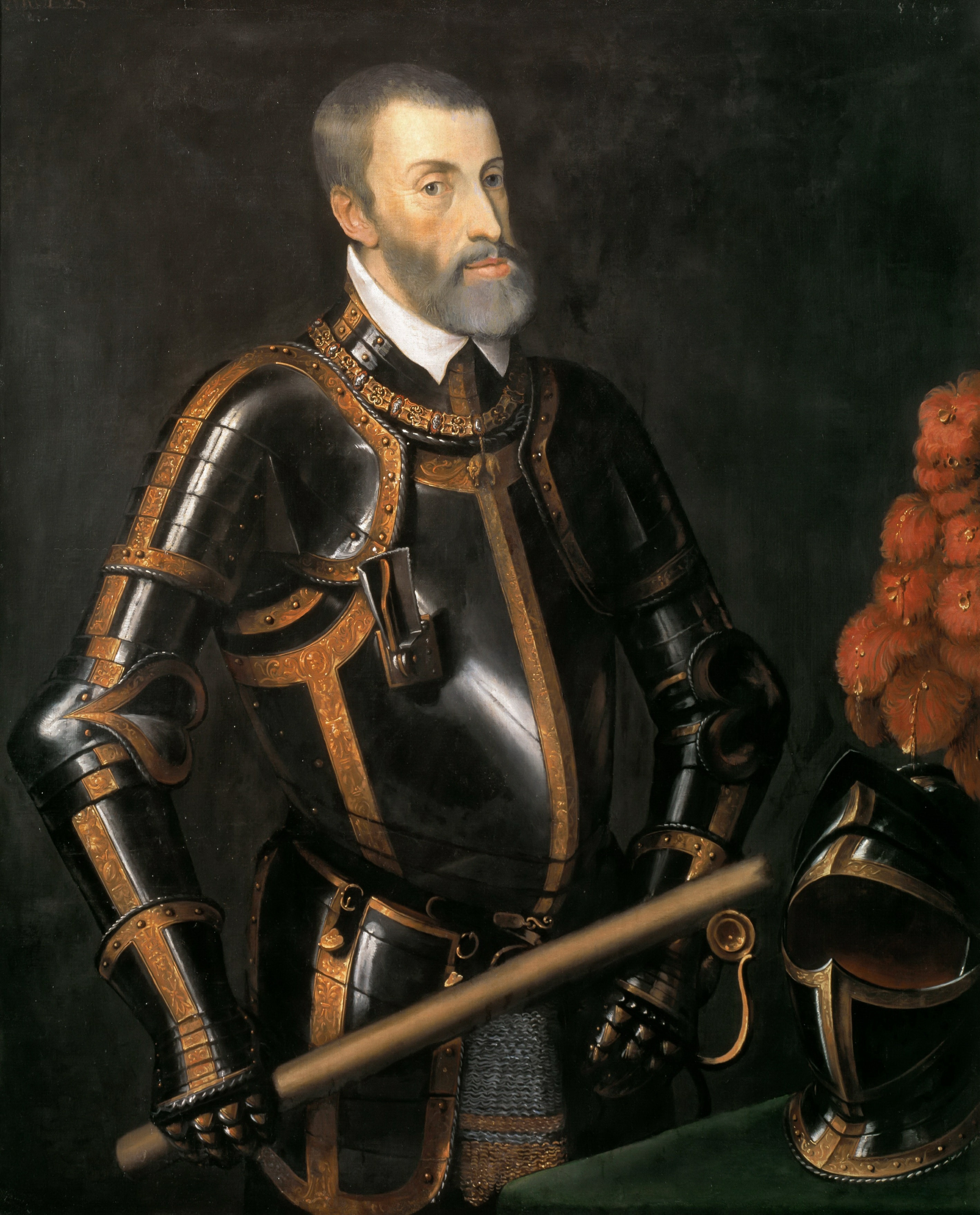
Karol V w starszym wieku

Wydarzenia polityczne w 1555 roku.

## Wydarzenia
- 4 lutego – John Rogers, anglikański pastor i biblista, zostaje spalony na stosie.
- 8 lutego – Laurence Saunders został spalony na stosie[1].
- 9 kwietnia – Marcello Cervini degli Spannochi zostaje papieżem. Będzie rządził Kościołem przez trzy tygodnie.
- 22 kwietnia – 15 czerwca, Piotrków, obradował sejm, zdominowany przez spory religijne[2].
- 23 maja – Gian Pietro Carafa zostaje papieżem.
- 8 października, do Polski przybywa Alojzy Lippomano, początek stałej nuncjatury papieskiej[3].
- 16 października biskup anglikańscy Nicholas Ridley i Hugh Latimer zostali spaleni na stosie[4][5].
- 25 września – zawarcie pokoju w Augsburgu. Wprowadzenie zasady Cuius regio, eius religio[6].
- 25 października – cesarz Karol V Habsburg abdykuje jako władca Niderlandów[7].

## Urodzili się
- Jan Zbigniew Ossoliński, sekretarz króla Stefana Batorego.

## Zmarli
- Henryk II, król Nawarry.
- 23 marca – papież Juliusz III.